# Prix Farel
Le prix Farel est un prix créé en 1967 récompensant des oeuvres audiovisuelles à caractère documentaire, scientifique et ou artistique, remis généralement tous les deux ans dans le cadre du festival Prix Farel, festival international de film éthique, spirituel et religieux, organisé à Neuchâtel en Suisse.

## Historique
La prix Farel a été créé par les Églises réformées de Suisse romande pour récompenser, dans un premier temps, la meilleure émission protestante diffusée à la Télévision suisse romande.
Il tire son nom du réformateur et prédicateur protestant Guillaume Farel, mort à Neuchâtel en 1565.
Le prix a progressivement évolué, récompensant au XXIe siècle des documentaires à thématiques religieuses, et traitant plus généralement du fait religieux et de questionnements éthiques, principalement francophones.
En 2016, pour sa 26e édition, il intègre les fictions.
En 2024, le Prix créé une catégorie explainers, récompensant des vidéos courtes explicatives traitant de problématiques religieuses et / ou éthiques.

## Derniers lauréats du prix Farel (depuis 2014)
Depuis le début des années 2010, plus de 100 oeuvres documentaires sont soumises à chaque édition du Prix Farel,. Une trentaine sont retenues en compétition,. Les prix sont remis par un jury indépendant, renouvelé à chaque édition. Des mentions spéciales et / ou prix du public sont aussi remis, mais non listés ici.

### Catégorie court métrage
| Année | Œuvre                                                         | Réalisateur / auteur              |
| ----- | ------------------------------------------------------------- | --------------------------------- |
| 2024  | Donovan - El Limpiador                                        | Louise Monlaü                     |
| 2021  | Fissure                                                       | Eli Jean Tahchi                   |
| 2018  | Bonfires                                                      | Martin Bureau                     |
| 2016  | La Divine Stratégie                                           | Martin Forget et Éliot Laprise    |
| 2014  | La justice restaurative. Quand détenus et victimes se parlent | Alexis Orand et Marjolaiine Dorne |

### Catégorie long métrage
| Année | Oeuvre                                      | Réalisateur / auteur                  |
| ----- | ------------------------------------------- | ------------------------------------- |
| 2024  | Hawar, nos enfants bannis                   | Pascale Bourgaux                      |
| 2021  | On the line - Les Expulsés de l’Amérique    | Alex Gohari et Léo Mattei             |
| 2018  | Ni d'Eve, ni d'Adam, une histoire intersexe | Floriane Devigne                      |
| 2016  | Chœurs en exil                              | Nathalie Rossetti et Turi Finocchiaro |
| 2014  | Tuez-les-Tous                               | Dominique Mesmin                      |

### Catégorie explainers
| Année | Oeuvre                                                               | Réalisateur / auteur |
| ----- | -------------------------------------------------------------------- | -------------------- |
| 2024  | « Hitler ne voulait pas exterminer les Juifs »: Netanyahu dit vrai ? | Yann Bouvier         |